# Train (álbum)
Train es el álbum debut homónimo de la banda de rock alternativo, Train, lanzado en 1998. El álbum fue producido por $25 000 y tres sencillos fueron publicados. El primer sencillo publicado, "Free", se convirtió en un hit en las estaciones radiales de rock. El segundo sencillo, "Meet Virginia" entró en los 20 sencillos del Billboard Hot 100 y llegó al puesto #15, y el siguiente y último sencillo del álbum fue "I Am". El álbum recibió la certificación de Platino por la RIAA.

## Lista de canciones
Todas las canciones fueron escritas por Train:
1. "Meet Virginia" – 4:00
2. "I Am" – 4:29
3. "If You Leave" – 3:29
4. "Homesick" – 4:39
5. "Free" – 3:58
6. "Blind" – 5:01
7. "Eggplant" – 3:11
8. "Idaho" – 4:57
9. "Days" – 4:39
10. "Rat" – 4:32
11. "Swaying" – 4:13
12. "Train" (Hidden Track) – 5:34
13. "Heavy" (Hidden Track) – 3:49